# De Hoed
De Hoed is een standerdmolen in Waarde in de Nederlandse provincie Zeeland.
Al voor circa 1550 is de huidige molen in de Belgische stad Gent gebouwd. In 1858 werd de molen opnieuw opgebouwd in Kruiningen. De molen bleef in Kruiningen tot 1945 in gebruik. In 1963 volgde een uitgebreide restauratie. Na het overlijden van de molenaar raakte de molen wederom in verval en kocht de toenmalige gemeente Kruiningen de molen aan. De onderdelen werden voor herbouw opgeslagen. In 1991 volgde volledige herbouw in Waarde waarbij de molen zijn oorspronkelijke uiterlijk terugkreeg.
De molen, die sinds 1995 eigendom is van de Stichting Molen De Hoed, is thans uitgerust met twee koppels maalstenen die geheel op Vlaamse wijze allebei door een apart bovenwiel worden aangedreven. De roeden van de molen zijn ruim 24 meter lang en zijn voorzien van het Oudhollands hekwerk met zeilen.